# Jason Kubler
Jason Murray Kubler (født 19. maj 1993 i Brisbane, Australien) er en professionel tennisspiller fra Australien.